# Miriam Montilla
Miriam Montilla (Linares, Jaén, España, 19 de octubre de 1969) es una actriz española.

## Filmografía

### Televisión
- Periodistas, un episodio: Una chiquillada (1999)
- Plaza Alta, personaje recurrente (1999-2000)
- El comisario, un episodio: Contagio (2000)
- Javier ya no vive solo, un episodio: Lo hago por ellas (2002)
- Hospital Central, como Irma, un episodio: Los viejos tiempos (2003)
- Desenlace, un episodio: La última cena (2003)
- Policías, en el corazón de la calle, personaje recurrente (2004)
- Cuéntame cómo pasó, como una abogada, un episodio: Dos días de diciembre (2005)
- Hospital Central, como Luz, un episodio: Todo y nada (2006)
- MIR, un episodio: Falta de sueño (2007)
- Herederos, dos episodios: La caza del lobo y Plegarias atendidas (2007)
- LEX, un episodio: Con un par (2008)
- El pacto, reparto. Miniserie (2010)
- Aída, como Rosa, un episodio: Bailando con su enemigo (2010)
- 14 de abril. La República, personaje recurrente (2011)
- Isabel, personaje recurrente (2012)
- Gran Reserva, como una asistente, tres episodio: El pago de los Cortázar (partes I, II y III) (2013)
- Los misterios de Laura, como Fanny Díez, un episodio: Laura y el misterio de la mujer que sobraba (2014)
- Amar es para siempre, como Serafina Mínguez (2014-2015)
- Apaches (serie de televisión), personaje recurrente (2017)
- Servir y proteger, como Marga Ferrandis (2018)
- Mercado Central , como Rosa de la Cruz (2019 - 2021)
- Desaparecidos, como Beatriz Herranz, 1 episodio (2020)
- HIT, como Rosa (2021)

### Largometrajes
- La caja 507, como Ángela. Dir. Enrique Urbizu (2002)
- Héctor, como una enfermera. Dir. Gracia Querejeta (2004)

### Cortometrajes
- Morir, dormir, soñar, como María. Dir; Miguel del Arco (2005)
- [Still] love you, como Marta. Dir; Fernando Bonelli (2017)
- Lo cotidiano. Dir; David Lara (2017)
- Mariposas. Dir; Ángel Villaverde (2017)
- Niña de trapo, como Carmen. Dir; Roberto Montalbo (2018)

### Teatro
- Tragedia de amor y muerte, de la compañía La Buhardilla
- El rosario de la aurora, de la compañía La Buhardilla
- Busca un círculo, acarícialo y harás un círculo vicioso, de la compañía La Buhardilla
- La familia Montifiori, de Teatro Adokin C. A.
- Las brujas de Salem. Dir. Francisco Vidal
- Ay, pena, penita, pena. Dir. Paca Ojea
- Acércate a Lorca, del Grupo Teatral Amataex
- En el aire. Dir. Miguel del Arco
- La Tentación vive arriba. Dir. Verónica Forqué
- Familia. Dir. Carles Sans
- La Serrana de la Vera. Dir. María Ruiz
- El astrólogo fingido. Dir. Gabriel Garbisu
- La vida es sueño, de Calderón de la Barca. Dir. Gabriel Garbisu
- Pared. Dir. Roberto Cerdá
- La Tierra. Dir. Emilio del Valle
- Dos caballeros de Verona, de William Shakespeare. Dir. Helena Pimienta
- Gatas, de Manuel González Gil y Daniel Botti. Dir. Manuel González Gil
- Medida por medida, de W. Shakespeare. Dir. Carlos Aladro
- La función por hacer, basada en textos de Pirandello. Dir. Miguel del Arco
- Veraneantes, de Máximo Gorka. Dir. Miguel del Arco
- Misántropo, de Molière. Dir. Miguel del Arco
- Dos Ninas para un Chéjov, de R. Literas y M. G.ª de Oteyza. Dir. Maria G.ª de Oteyza
- La Noche de las Trívadas.Dir. Miguel del Arco
- ` Fiesta, Fiesta, Fiesta, de Lucía Miranda. Dir. Lucía Miranda.
- '"El peligro de las buenas compañías", Diré. Juan Carlos Rubio.
- Caperucita en Manhattan (2025). Dir.ª: Lucía Miranda. Personaje protagonista. Teatro de la Abadía, Sala Juan de la Cruz.

## Premios y nominaciones
- Nominada al premio a Mejor actriz de reparto por La caja 507 en los XII premios Unión de Actores
- Premio a Mejor actriz de reparto de Teatro por Familia en los XII premios Unión de Actores
- Premio a Mejor actriz por Morir, dormir, soñar en el Festival de Cortos de Móstoles.
- Profesora Honorífica del Colegio San Joaquín de Linares (Jaén)